# Música a Polònia al segle XX
La Música a Polònia al segle XX, situada sota la dominació política i cultural russa fins al final de la Primera Guerra Mundial, i amb un únic compositor, Chopin, monopolitzant la seva herència musical, Polònia oferia molt poques facilitats als compositors progressistes dels primers anys del segle. Tot i aquesta situació tan limitada, durant aquests anys hi va haver una figura d'especial importància: Karol Szymanowski. Encara que reconegut a l'estranger abans que al seu país natal, Szymanowski va exercir una important influència en la vida musical polonesa, que va experimentar una sobtada florida de la seva activitat composicional després de la Segona Guerra Mundial.
Després de Szymanowski, encara que Polònia havia estat colpejada pel cataclisme de la Segona Guerra Mundial, dos compositors varen sobresortir sobre la resta: Witold Lutosławski i Andrzej Panufnik. Lutosławski realitzava la seva activitat enfrontant-se al opressiu sistema socialista del país i Panufnik va triar la vida a l'exili.
Vint anys més tard, la música polonesa va ser beneïda amb l'aparició d'una generació a la qual pertanyien els compositors que, a la segona meitat del segle xx, van ocupar el parnàs musical: Krzysztof Penderecki, Henryk Górecki i Wojciech Kilar.

## Antecedents
A partir de la mort de Frédéric Chopin el 1849 fins als llindars del segle xx, de Polònia gairebé no se'n parla tot i l'efervescència de la creació musical a Europa. Les òperes de Stanisław Moniuszko, de les quals va sobresortir Halka com l'òpera nacional polonesa més important d'aquest període, van ser i segueixen sent productes de consum local. Henryk Wieniawski només va passar a la història per ser un dels virtuosos del violí més famosos de la segona meitat segle xix i aquest nom va ser donat des de 1935 al Concurs Internacional de Poznań que, com el Concurs Chopin, té lloc cada cinc anys. Oskar Kolberg, totalment desconegut fora de Polònia, va fer un treball etnogràfic musical polonès amb la publicació d'un corpus molt important de melodies populars, en uns trenta-un volums, coneguts com a Quadres etnogràfics, comparable el qual va dur a terme Zoltán Kodály molt més tard a Hongria.

## Primers anys
En aquests moments, Polònia era només la font de grans intèrprets exiliats com Józef Hofmann, Ignacy Jan Paderewski que després esdevingué el cap del primer govern polonès independent (1919), o la famosa clavecinista Wanda Landowska. Els primers anys del segle xx van veure un cert renaixement d'una vida musical original que va tenir com a primer impuls la creació l'any 1901 de la Filharmònica de Varsòvia, que finalment va donar als compositors polonesos l'orquestra simfònica i la sala de concerts permanent de la qual havien estat privats durant tant de temps.
La Revolució del 1905 va donar lloc a una renaixença cultural a Polònia, convertint Varsòvia en el principal centre musical del país. Emil Mlynarski va dirigir el Teatr Wielki, que es va convertir en un destacat referent operístic a Europa. Malgrat això, els joves compositors polonesos van enfrontar dificultats amb un públic conservador que els va donar un espai limitat en els programes musicals. Així, alguns d'ells van fundar la Societat de Joves Compositors Polonesos l'any 1906, amb destacades figures com Mieczysław Karłowicz, Grzegorz Fitelberg, Ludomir Różycki i Karol Szymanowski.

## Karol Szymanowski[calcitació]

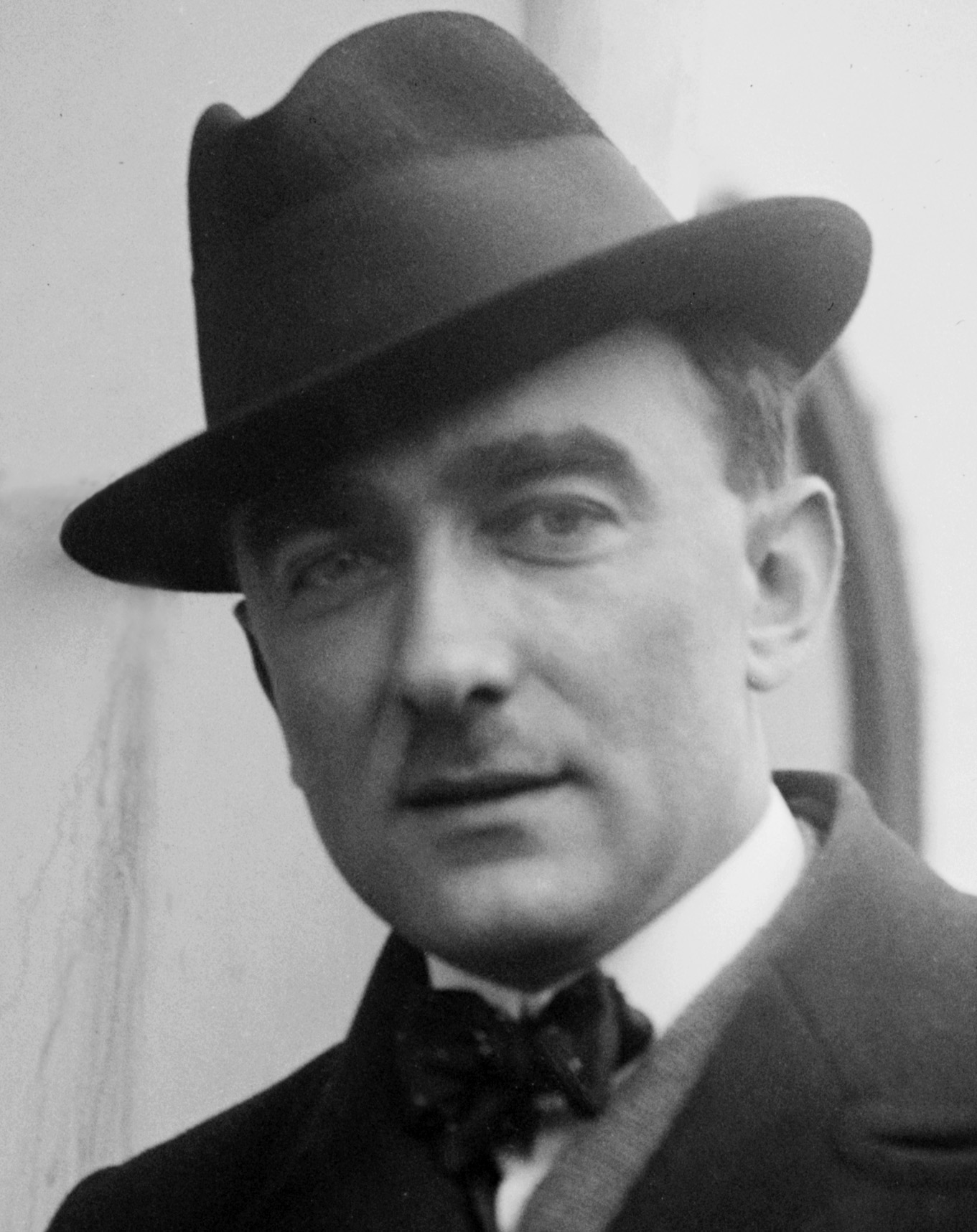
Karol Szymanowski

Dels seus anys de formació va treure la conclusió que la música polonesa, tancada en fórmules gastades i en un nacionalisme de circumstàncies, s'havia d'obrir a altres influències: la de Chopin primer, que havia posat en el seu temps l'exemple d'un estil modern tot i que es mantenia lligat a les particularitats nacionals, però també la dels postromàntics Brahms, Reger, Skriabin i Strauss a qui es deuen les primeres obres de Szymanowski, però ja s'estaven anunciant les de Debussy i Ravel. La seva recerca, afavorida abans de 1914 per nombrosos viatges a Alemanya, Àustria, Itàlia i el nord d'Àfrica, va donar lloc a la seva Tercera Simfonia Chant à la Nuit per a tenor, cor i orquestra sobre uns poemes de Rumi, un poeta persa del segle xiii. El fervor panteista del poeta va servir bé a allò que Szymanowski, a través de Skriabin, buscava en l'expressió musical d'un cert èxtasi contemplatiu, al qual un hàbil tractament inspirat en Debussy confereix un gran efecte, encara que l'invent melòdic queda una mica pla i que el compositor abusa una mica de les explosions entusiastes. Després de la guerra, Szymanowski va dividir el seu temps entre Varsòvia, on va ser nomenat director del Conservatori, càrrec que va ocupar entre 1927 i 1932, i freqüents viatges a Europa i als Estats Units, sobretot en companyia del pianista Arthur Rubinstein que el va introduir en el món internacional de la música.
A París, Szymanowski va ser un dels principals creadors l'any 1927 de l'Associació de Joves Músics Polonesos, reunint sota la presidència de Piotr Perkowski els seus estudiants feia arribar per estudiar amb Vincent d'Indy, Paul Dukas, Roussel i sobretot Nadia Boulanger, la influència de la qual en aquesta generació polonesa va ser considerable. Szymanowski va veure l'oportunitat d'aprofitar de l'efervescència artística i literària a París per reviure la música polonesa que, segons ell, romangué massa temps sota la subordinació de l'estètica alemanya i russa. Malauradament, malgrat la vintena de músics que va formar part d'aquesta associació, no es va generar una fornada de nous compositors amb talent i només Grażyna Bacewicz seria una excepció. Perkowski o Zygmunt Mycielski, un dels alumnes preferits de Boulanger, van obtenir una obra estimable però d'artesania tradicional. L'Associació va perdurar fins a l'any 1950, i també hi van pertànyer intèrprets de rang internacional com Witold Małcużyński, Vlado Perlemuter, Henryk Szeryng i els membres honoraris Nadia Boulanger, Marya Freund, Arthur Rubinstein, Bronisław Huberman, Leopold Stokowski, Albert Roussel, Florent Schmitt, Aleksander Tansman, i per descomptat Szymanowski.
Malgrat que va romandre a Polònia, per les seves funcions a Varsòvia i per aquest paper de protector dels seus joves deixebles, molt lligats a les seves arrels, Szymanowski es va submergir també en el tumult de les experiències musicals seguides principalment a París des de principis de segle.
Amb la independència assolida el 1918, començà una nova etapa per a la música polonesa. Entre els autors que destacaren en aquest període hi ha Artur Malawski, Bolesław Szabelski i Kazimierz Sikorski. Els anys següents es crearen el Concurs Internacional de Piano F. Chopin (1927) i el Concurs Internacional de Violí Henryk Wieniawski (1935).
Durant els anys trenta, il·lustrats i encoratjats per Szymanowski, que s'havia format principalment a l'estranger, un gran grup de compositors polonesos va entrar a la vida musical. Aquest fet va fer que per primera vegada durant diversos segles la música polonesa va tenir l'oportunitat d'establir un diàleg amb la música del món. En aquest context, no va ser per casualitat que el rellevat XVII Festival de la Societat Internacional per la Música Contemporània se celebrés l'any 1939 a Varsòvia. Però això va ser quatre mesos abans que l'Alemanya de Hitler ataqués Polònia, i per a tots aquests joves compositors la guerra, en el millor dels casos, els va arrabassar cinc anys del període més actiu creativament de les seves vides. Entre ells: Witold Lutosławski.

## Segona Guerra Mundial
La invasió de Polònia i els cinc anys d'ocupació no només van ser la causa d'una immensa destrucció material, sinó el pretext per a una empresa sistemàtica d'aniquilació de l'elit, de qualsevol força espiritual que pogués oposar-se a la transformació del Govern General en una regió que es volia que fos purament agrícola per alimentar el Gran Reich alemany. La gran majoria d'entitats culturals del país varen deixar d'existir, els principals edificis dedicats a les tasques musicals van ser destruïts. Es va prohibir qualsevol mena d'ensenyament musical. La directiva rebuda pel governador general Hans Frank de Goebbels era clara: «Els polonesos no han de tenir ni teatres, ni cinemes, ni sales de concerts que els recordin el que han perdut». I es va aplicar escrupolosament. Es va prohibir qualsevol interpretació pública d'obres de Chopin, Moniuszko, compositors jueus i qualsevol composició de caràcter patriòtic. Les orquestres, els conjunts o les òperes van ser dispersades o destruïdes, gairebé tots els manuscrits i documents de la història musical polonesa van ser reduïts a cendres.
La resistència polonesa prengué, a més de la lluita armada, la forma d'una lluita diària per la salvaguarda de la llengua i la cultura nacionals. Amb la clandestinitat i a costa de riscos mortals, l'ensenyament s'organitzava en cellers, fins i tot amb concerts i espectacles que tenien lloc gràcies a la total complicitat de la població. Aquest obstinat treball subterrani explica que la vida musical es reprengués amb un vigor extraordinari fins i tot abans que tot el territori polonès fos alliberat. La força del renaixement també s'explica per l'accent nacional que havia estat subjacent des de les particions de finals del segle XVIII.
Józef Koffler, que va ser el primer compositor polonès a utilitzar la tècnica dels dotze tons, va ser capturat per les tropes nazis i assassinat, amb tota la famíolia, en un camp de concentració.
Mieczysław Weinberg, una de les figures creatives més prolífiques i inventives del segle xx, es va haver d'exiliar el 1939 per la seva condició de jueu i va viure a la Unió Soviètica i a Rússia, mentre va perdre la seva família a l'Holocaust.

## Renaixement després de la guerra
Només el 1945 es van crear dotze orquestres simfòniques, entre les quals dues de ràdio, i es van obrir tres teatres d'òpera, a Poznań, Bytom i Wroclaw, així com diversos conservatoris, tots en condicions molt rudimentàries, de manera que la guerra amb prou feines havia acabat i en les ruïnes que havia acumulat, el nombre d'actes musicals superava el d'abans de la guerra.
Varsòvia era aleshores un camp de ruïnes que els seus habitants supervivents començaven a reconstruir. Més fàcil ho va tenir Cracòvia, el nucli antic dels Piast i els Jagellons, en reprendre la vida musical, ja que un feliç accident d'operacions militars l'havia salvat de la destrucció. Va ser a Cracòvia on, fins i tot abans del final de la guerra, es va crear les Polskie Wydawnictwo Muzyczne (Edicions Musicals Poloneses), que publicà les obres de molts autors autòctons antics i moderns. El seu rol va ser i continua sent fonamental en el desenvolupament de la música polonesa contemporània.
També va ser allà on es va establir la Unió de Compositors Polonesos durant el Congrés Nacional de Compositors del 29 d'agost a l'1 de setembre de 1945 com a continuació de l'Associació de Compositors Polonesos d'abans de la guerra. El primer president va ser Piotr Perkowski. Des del primer moment, però, la seu es va fixar Varsòvia. La Unió va organitzar el primer Festival de Música Contemporània polonesa i va llançar la revista bimestral Ruch Muzyczny (Moviment musical). Tanmateix, al mateix temps havia de constituir una unió creativa monopolística similar a les existents a l'URSS. També, seguint el model soviètic, a partir de 1946 també va servir per controlar el compliment de la nova música amb els principis del Realisme socialista.

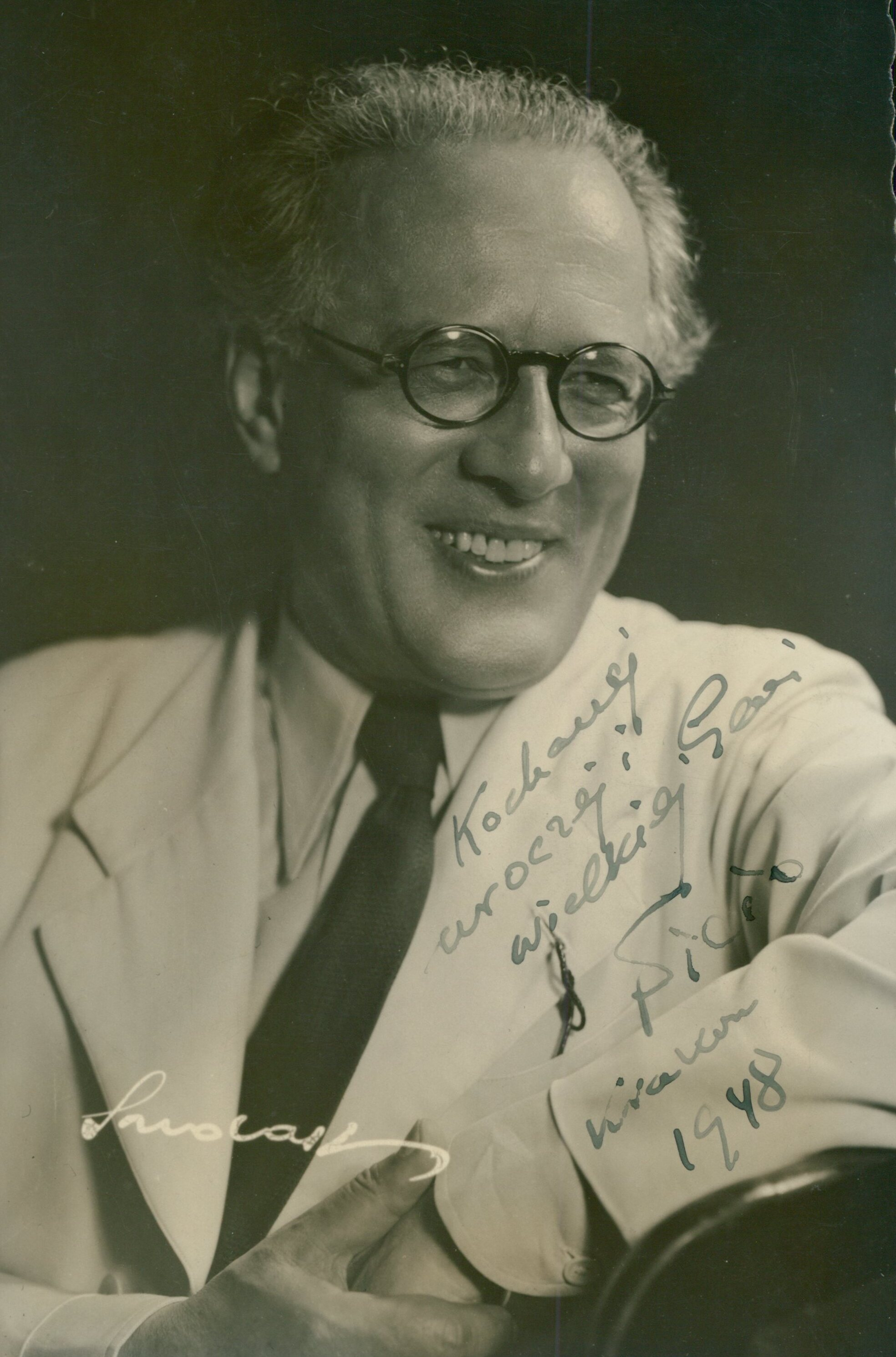
Grzegorz Fitelberg va ser un puntal molt notable per al renaixement musical de Polònia

L'any 1946 la Societat Polonesa de Música Contemporània va tornar a existir com a secció de la SIMC i poc després del final de la guerra, les composicions de joves compositors polonesos, Grażyna Bacewicz, Witold Lutosławski i Andrzej Panufnik al capdavant, es van representar a Londres, París i els països escandinaus.
Aquesta sorprenent efervescència, desitjosa de demostrar que la cultura polonesa no s'havia cedit a la voluntat de Hitler, va ser fruit de l'empenta de tots els músics polonesos que es van quedar al país o que van tornar de l'estranger, però disposava, a partir de 1947, d'un puntal molt notable en la persona de Grzegorz Fitelberg. Havia tingut un inici brillant com a director d'orquestra poc abans de la Primera Guerra Mundial, després va emigrar a Amèrica del Sud i sobretot als Estats Units durant la Segona Guerra Mundial.

## Fre polític: Realisme socialista
Tanmateix, aquest moviment d'efervescència va durar poc temps després d'un poderós fre imposat per la situació política i que només es va afluixar arran dels fets de 1956. Les noves formes de mecenatge estatal va imposar la seva força per un important augment de les subvencions: va aparèixer la música ideològica. Durant l'assemblea general de la Unió de Compositors Polonesos que va tenir lloc a la tardor de 1949, el seu president, Witold Rudziński, va declarar: «La Unió de Compositors ha de ser una forja de problemes ideològics perquè veig que els compositors es limiten a l'elitisme». Sis mesos més tard, al Congrés Internacional de Compositors i Crítics de Praga, la musicòloga Zofia Lissa va presentar un informe sobre Les funcions socials de la música, on s'imposaven les tesis que havia imposat Andrei Jdànov, ara ja mort.
De 1945 a 1948 es van celebrar quaranta-tres audiències mundials d'obres de compositors polonesos. Del 1948 al 1956, cap. La música polonesa s'havia congelat. Alguns compositors joves com Stanisław Wisłocki o Jan Krenz van preferir, després d'uns anys de conformisme, abandonar l'escriptura per a la direcció. Altres, més grans i menys creatius, no van poder desfer-se d'un envellit ensenyament parisenc o de la tradició deixada per Szymanowski, l'exemple del qual ja no era un punt de partida suficient.
La resta van haver d'agafar el camí del Realisme socialista, que consistia en la percepció immediata de l'obra d'art per part del públic més ampli, i això es facilita amb l'ús de temes populars, amb la posada en marxa d'emocions que tradueixen l'optimista que portarà el poble cap a un futur socialista radiant, emocions que es desenvolupen sobretot en el cant coral i, finalment i sobretot, la senzillesa del llenguatge musical basat en mitjans tradicionals només accessibles al nombre més gran de gent. Comissions, beques, subvencions i premis de l'Estat contribuïen a assegurar una producció decididament optimista a favor del règim, a la qual va ser convidada la nova escola polonesa.
Els compositors es van haver de cenyir a composicions senzilles, a bandes sonores de pel·lícules i a cançons basades en la tradició popular local. Els ideals comunistes es van glorificar en les lletres. Entre els compositors destacats hi havia Jan Maklakiewicz: Śląsk pracuje i śpiewa (Silèsia treballa i canta), Alfred Gradstein: Na prawo most, na lewo most (Un pont a la dreta i un pont a l'esquerra) i Andrzej Panufnik: Symfonia Pokoju (Simfonia per a la pau). Les cançons populars àmpliament promocionades inclouen O Nowej to Hucie piosenka (Aquesta cançó és sobre Nowa Huta).
La conseqüència va ser un empobriment notable, tant en les fonts d'inspiració com en la llengua i en les formes. Van proliferar de cantates, arranjaments de música antiga i simfonies tradicionals. Però no tot era rebutjable i en molts casos sincers es va fer bona música tot i les direccions que indicava el realisme socialista. Així, el folklore fou font d'inspiració per a autors com Bolesław Szabelski, Stanisław Wiechowicz, Bolesław Woytowicz, Grażyna Bacewicz, Witold Lutosławski i Roman Palester.
Altres joves compositors, que més tard havien d'afirmar una personalitat independent de qualsevol conformisme, van trobar un compromís molt honorable en les seves primeres obres. Així, Tadeusz Baird i Kazimierz Serocki van formar amb Jan Krenz el Grup 49 que proposava compondre música accessible a l'oient mitjà sense renunciar a la qualitat artística. El grup va tenir un paper molt important en la difusió de la música contemporània i en la formació de joves compositors, entre els quals Boguslaw Schäffer i Henryk Górecki.
El jove Baird, alumne de Perkowski al Conservatori de Varsòvia, havia heretat del seu mestre, a més de l'amor per Szymanowski, determinades fórmules que provenien de l'admiració del seu mestre per D'Indy i Roussel. Aquestes idees musicals les va implementar el 1951 a Colas Breugnon, una suite orquestral que la ràdio polonesa li havia encarregat per il·lustrar una peça radiofònica extreta de l'obra de Romain Roland. Serocki, si bé en un principi es va inscriure en el Realisme socialista, va ser el primer a contravenir la doctrina oficial desterrant alhora totes les novetats que arribaven d'Occident, encara que tinguessin trenta o quaranta anys.

## Octubre polonès
Després de la mort de Stalin, i especialment a partir de 1953, les opinions crítiques es van sentir amb una freqüència creixent. El 1955, la Unió de Compositors Polonesos ja havia canviat de direcció que s'havia traslladat a Kazimierz Sikorski, mentre Bohdan Wodiczko, que se situava al capdavant de la Filharmònica Nacional de Varsòvia, es va afanyar a afegir al seu repertori les obres més destacades de la contemporània mundial que encara o s'havien sentit mai a Polònia.
L'enderrocament de l'equip estalinista el 1956 i l'arribada al poder de l'equip de Władysław Gomułka en el que s'ha denominat Octubre polonès, van permetre la liquidació definitiva de les doctrines estètiques d'origen ideològic sense que el patrocini de l'estat frenés els seus esforços.

## Tardor de Varsòvia
Aleshores comença, amb una sorprenent vitalitat, el període més pròsper de la història de la música polonesa. La primera manifestació espectacular de la llibertat artística redescoberta va ser el Primer Festival Internacional de Música Contemporània, conegut com la Tardor de Varsòvia. Es va inaugurar el setembre de 1956, unes setmanes abans de la Revolta de Poznań, amb la participació de músics del país i d'arreu del món. Davant dels intèrprets s'aplegava un públic notablement obert i entusiasmat, majoritàriament format per joves Baird i Serocki, de vint-i-vuit i trenta-quatre anys respectivament, són els primers músics que tenen la idea i es posen darrere el Festival.
Els programes dels primers festivals es varen dedicar als clàssics del segle XX així com a obres més recents de renom mundial. Un altre objectiu del festival era presentar la selecció més àmplia possible d'obres poloneses. Cal destacar que els compositors polonesos nascuts després de 1930, en particular Krzysztof Penderecki i Henryk Górecki, van cridar per primera vegada l'atenció del món musical gràcies als festivals de tardor de Varsòvia. El festival va convertir Varsòvia en un gran centre mundial de la música contemporània.
A partir d'aquí es va generar una generació de compositors, l'individualisme dels quals i la diversitat dels seus estils descarta la noció d'una escola polonesa. Grażyna Bacewicz, Andrzej Dobrowolski, Witold Szalonek, Włodzimierz Kotoński, Tadeusz Baird, Bogusław Schaeffer, Kazimierz Serocki, Zygmunt Krauze, Krzysztof Meyer, Tomasz Sikorski, Józef Patkowski, Andrzej Dobrowolski, Wojciech Kilar, Krzysztof Penderecki, Henryk Górecki i Witold Lutosławski, en serien alguns exemples.